# Жубринці
45°28′ пн. ш. 15°17′ сх. д. / 45.46° пн. ш. 15.28° сх. д.
Жубринці (хорв. Žubrinci) — населений пункт у Хорватії, у Карловацькій жупанії у складі громади Босилєво.

## Населення
Населення за даними перепису 2011 року становило 31 осіб.
Динаміка чисельності населення поселення: